# 池田典義
池田 典義（いけだ のりよし、1940年8月14日 - 2023年10月24日）は、株式会社アイネットの取締役会長。

## 来歴
栃木県足利市出身。1963年3月、埼玉大学文理学部卒業。同年4月、モービル株式会社入社。1971年4月、ガソリンスタンドの事務合理化支援を目的にフジコンサルトを設立。1991年4月、日本コンピュータ開発と合併し、アイネットに商号変更。1997年9月、アイネットが東京証券取引所二部上場。
2001年4月、ソフトサイエンスと合併し、新生アイネットとなる。2006年3月、アイネットが東京証券取引所一部上場。同年6月、アイネット代表取締役会長に就任。2011年11月、藍綬褒章受章。2015年6月、アイネット取締役会長に就任。社外では、日本経済団体連合会審議員や神奈川県情報サービス産業協会名誉会長、横浜商工会議所副会頭などを歴任した。
2023年10月24日、心不全のため死去。83歳没。